# Johanna Hård
Johanna Hård, née Jungberg (3 décembre 1789 – 12 mars 1851), est une pirate suédoise.

## Biographie
Johanna Hård naît le 3 décembre 1789 à Hisingen (Göteborg), fille du fermier Sven Haraldsson Jungberg (1736-1830) et de Anna Britta Nilsdotter (1761-1825). Vers la fin des années 1700, ses grands-parents paternels, comme beaucoup d'autres à cette époque, quittent Varaslätten pour Göteborg. Son père travaille comme transporteur puis déménagé dans la « rackarens hus » (la maison de l'assistant du bourreau) à Kvarnberget. Dans les premières années du XIXe siècle, lui et sa femme acquièrent Bällskär Nordgård à Hisingen, probablement la maison d'enfance d'Anna Britta.
En 1813, elle épouse Fredrik Hård (1776-1817) propriétaire d'une affaire de salaison de hareng. À la mort de son époux, les enfants de celui-ci, nés d'un premier mariage, héritent de l'affaire, et elle part pour Styrsö, où elle vit avec son domestique Anders Andersson et une des filles de Frederik. En tant que veuve, elle ne parvient pas à subvenir à ses besoins. Elle vit vraisemblablement de contrebande et de la gestion d'un bar clandestin. Elle est arrêtée pour contrebande après avoir navigué jusqu'à Copenhague et vendu des textiles en dépit de la réglementation douanière. En 1822, elle est accusée par le pasteur d'avoir assassiné son nouveau-né, mais elle est libérée après qu'il a été prouvé que l'enfant était mort-né.
En 1823, Johanna Hård est jugée, avec Anders Andersson, le maître d'équipage Johan Andersson Flatås (l'époux de sa tante paternelle), le pêcheur Christen Andersson et son serviteur Carl Börjesson de Styrsö. Ils sont accusés d'avoir attaqué, pillé et tué l'équipage du navire danois Frau Mette, retrouvé à Fotö. Hård nie toutes les accusations. Mais l'un de ses complices témoigne qu'elle est le cerveau de l'affaire. Johan Andersson Flatås, Anders Andersson, and Christen Andersson sont jugés coupables de piratage et meurtre et décapités en 1824. Carl Börjesson (d. 1835) est condamné aux travaux forcés. Johanna Hård est libérée faute de preuves suffisantes. 
Elle s'installe à Stockholm en 1825, parvient à cacher son passé et travaille auprès de la poste royale suédoise. 
Johanna Hård meurt le 12 mars 1851, à l'hôpital de charité de Sabbatsberg. 